# Vliegende slangen
Vliegende slangen (Chrysopelea) zijn een geslacht van giftige slangen uit de familie toornslangachtigen (Colubridae) en de onderfamilie Ahaetuliinae.

## Naam en indeling
De wetenschappelijke naam van het geslacht werd in 1826 voorgesteld door Heinrich Boie. Er zijn vijf soorten waarvan de meest recent ontdekte soort al in 1943 wetenschappelijk is beschreven.

## Levenswijze
De Nederlandstalige naam vliegende slangen slaat op het feit dat de soorten het lichaam af kunnen platten en korte stukjes kunnen zweven tussen de bomen. Alle soorten hebben een mild gif, een aantal soorten doodt de prooi door deze te vermorzelen. Op het menu staan kleine gewervelde dieren zoals kikkers, hagedissen en ook worden af en toe vleermuizen buitgemaakt.

## Verspreiding en habitat
De slangen komen voor in delen van Azië en leven in de landen Bangladesh, Bhutan, Brunei, Cambodja, China, Filipijnen, India, Indonesië, Laos, Maleisië, Myanmar, Nepal, Singapore, Sri Lanka, Thailand en Vietnam.
De habitat bestaat uit vochtige tropische en subtropische laaglandbossen, ook in door de mens aangepaste streken zoals plantages en landelijke tuinen kan de slang worden aangetroffen.

## Beschermingsstatus
Door de internationale natuurbeschermingsorganisatie IUCN is aan drie soorten een beschermingsstatus toegewezen. Deze soorten worden beschouwd als 'veilig' (Least Concern of LC).

### Soorten
Het geslacht omvat de volgende soorten, met de auteur en het verspreidingsgebied.
| Naam                                 | Auteur         | Verspreidingsgebied                                                                                                  |
| ------------------------------------ | -------------- | --- |
| Vliegende slang (Chrysopelea ornata) | Shaw, 1802     | India, Nepal, Sri Lanka, Bangladesh, Bhutan, Myanmar, Thailand, Maleisië, Laos, Cambodja, Vietnam, China, Filipijnen |
| Paradijsslang (Chrysopelea paradisi) | Boie, 1827     | Thailand, Indonesië, Brunei, India, Maleisië, Myanmar, Filipijnen, Singapore                                         |
| Chrysopelea pelias                   | Linnaeus, 1758 | Indonesië, Brunei, Maleisië, Myanmar, Singapore, Thailand                                                            |
| Chrysopelea rhodopleuron             | Boie, 1827     | Indonesië |
| Chrysopelea taprobanica              | Smith, 1943    | India, Sri Lanka |